# Trochalus mashunus
Trochalus mashunus är en skalbaggsart som beskrevs av Louis Albert Péringuey 1904. Trochalus mashunus ingår i släktet Trochalus och familjen Melolonthidae. Inga underarter finns listade i Catalogue of Life.